# Padang Bendar
Padang Bendar is een bestuurslaag in het regentschap Bengkulu Utara van de provincie Bengkulu, Indonesië. Padang Bendar telt 1040 inwoners (volkstelling 2010).